# Leporinus amblyrhynchus
Leporinus amblyrhynchus är en fiskart som beskrevs av Julio C. Garavello och Britski, 1987. Leporinus amblyrhynchus ingår i släktet Leporinus och familjen Anostomidae. Inga underarter finns listade i Catalogue of Life.